# یواس‌اس وایلهای (آی‌ایکس-۶۲)
یواس‌اس وایلهای (آی‌ایکس-۶۲) (به انگلیسی: USS Vileehi (IX-62)) یک کشتی بود که طول آن ۸۰ فوت (۲۴ متر) بود. این کشتی در سال ۱۹۳۰ ساخته شد.